# Dewi Rhys Williams
Dewi Rhys Williams (* in Carmarthen, Carmarthenshire) ist ein walisischer Schauspieler.

## Leben
Seine erste Fernsehrolle hatte Williams 1987 in einer Episode der Fernsehserie The District Nurse. Im gleichen Jahr folgte eine Besetzung im Fernsehfilm I Fro Breuddwydion. Von 1999 bis 2005 spielte er in der Seifenoper Pobol y Cwm die Rolle des Bleddyn Matthews in insgesamt 27 Episoden. 2015 verkörperte Williams die Rolle des Elfyn in insgesamt sechs Episoden der Fernsehserie 35 Diwrnod. 2017 spielte er in King Arthur: Excalibur Rising eine größere Rolle. Zuvor spielte er in einigen Spielfilmen lediglich als Statist mit.

## Filmografie
- 1987: The District Nurse (Fernsehserie, Episode 3x05)
- 1987: I Fro Breuddwydion (Fernsehfilm)
- 1997: Der Tod war schneller (A Mind to Kill) (Fernsehserie, Episode 2x02)
- 1999: Cymer Dy Siâr
- 1999–2005: Pobol y Cwm (Fernsehserie, 27 Episoden)
- 2004: High Hopes (Fernsehserie, Episode 3x02)
- 2006: Caerdydd (Fernsehserie, 3 Episoden)
- 2007: Nightwatching – Das Rembrandt-Komplott (Nightwatching)
- 2008: Arwyr (Fernsehfilm)
- 2010: Sherlock Holmes
- 2010: Mr. Nice
- 2010: Pen Talar (Fernsehserie, Episode 1x04)
- 2011: Ironclad – Bis zum letzten Krieger (Ironclad)
- 2013: Jack the Giant Killer
- 2013: Tir (Fernsehfilm)
- 2013: Inspector Mathias – Mord in Wales (Y Gwyll) (Fernsehserie, Episode 1x04)
- 2015: Pethau Bychain (Fernsehserie, Pilotfolge)
- 2015: 35 Diwrnod (Fernsehserie, 6 Episoden)
- 2017: King Arthur: Excalibur Rising
- 2017: Will (Fernsehserie, Episode 1x07)
- 2019: Casualty (Fernsehserie, Episode 33x32)